# Hyalenna minna
Hyalenna minna är en fjärilsart som beskrevs av William Schaus 1902. Hyalenna minna ingår i släktet Hyalenna och familjen praktfjärilar. Inga underarter finns listade i Catalogue of Life.